# Route nationale 187
Die N187 war eine französische Nationalstraße, die 1824 zwischen Sèvres und Puteaux am Seineufer verlaufend festgelegt wurde. Ihre Länge betrug 7 Kilometer. 1933 erfolgte eine Verlängerung um 6,5 Kilometer südwärts bis Petit-Clamart. Von 1971 bis 1973 wurde dieser Südteil der N187 zu einer Schnellstraße ausgebaut mit leichter Änderung im Verlauf an den Enden. 1973 wurde die Schnellstraße zu Autoroute F18 umnummeriert und die N187 über ein Teil der Trasse der N189 und N189A zum Quai d’Issy am Boulevard Périphérique geführt. Die alte Trasse parallel zur Schnellstraße wurde zur N287. 1993 erfolgte die Abstufung der N187, sowie der N287. Die F18 wurde 1978 zur N118 umnummeriert.

## N187a
Die N187A wurde 1933 als Seitenast der N187 zwischen Sèvres und Petit-Clamart festgelegt. Im gleichen Jahr noch wurde sie als Seitenast der N306 mit der Nummer N306A umgewidmet.